# Mysterium (Manilla Road)
Mysterium è il sedicesimo album in studio del gruppo epic metal Manilla Road.

## Tracce
1. The Grey God Passes – 4:05
2. Stand Your Ground – 2:57
3. The Battle of Bonchester Bridge – 4:29
4. Hermitage – 6:02
5. Do What Thou Will – 4:09
6. Only the Brave – 3:37
7. Hallowed Be Thy Grave – 4:37
8. The Fountain – 4:28
9. The Calling – 4:00
10. Mysterium – 11:21

## Formazione
- Andreas Neuderth - batteria
- Harvey Patrick - voce
- Mark Shelton - voce, chitarra
- Josh Castillo - basso